# Горњи Гајтан
Горњи Гајтан је планинско сеоско насеље у Србији у општини Медвеђа у Јабланичком округу. Према попису из 2022. било је 30 становника.
Положај Гајтана је такав да је он „увучен” између главног била Радана и његовог огранка Соколовог виса. Ови планински простори, као и густе шуме, полукружно затварају односно уоквирују село и штите га од хладних северних ветрова. Долина Гајтанске реке отвара атар села према југу и југоистоку. Она се одликује сужењима, проширењима и клисуром дугом око 4 кm, изнад села Газдара, који је чине једним од живописнијих предела горње Јабланице. Река обилује рибом, која се за време ниских протицаја задржава у вировима.
Гајтански атар споро се спушта низ долину, што олакшава приступ. Стога је 1975. године изграђен асфалтни пут до Аџинаца
(данашње Путиново).
Овде се налази заселак Путиново, који је се, пре него што су мештани изгласали да промене назив 2017. године у част руском председнику Владимиру Путину, звао Аџинци. Место се састоји од 12 кућа.

## Демографија
У насељу Горњи Гајтан живи 74 пунолетна становника, а просечна старост становништва износи 49,1 година (44,5 код мушкараца и 55,3 код жена). У насељу има 36 домаћинстава, а просечан број чланова по домаћинству је 2,42.
Ово насеље је углавном насељено Србима (према попису из 2002. године).
|  |

| Демографија | Демографија | Демографија |
| Година      | Становника  | Становника  |
| ----------- | ----------- | ----------- |
| 1948.       | 560         |             |
| 1953.       | 578         |             |
| 1961.       | 490         |             |
| 1971.       | 302         |             |
| 1981.       | 163         |             |
| 1991.       | 106         | 105         |
| 2002.       | 87          | 87          |
| 2011.       | 55          |             |
| 2022.       | 30          |             |

| Етнички састав према попису из 2002.‍ | Етнички састав према попису из 2002.‍ | Етнички састав према попису из 2002.‍ | Етнички састав према попису из 2002.‍ | Етнички састав према попису из 2002.‍ |
| ------------------------------------ | ------------------------------------ | ------------------------------------ | ------------------------------------ | ------------------------------------ |
|                                      |                                      |                                      |                                      |                                      |
| Срби                                 | Срби                                 |                                      | 77                                   | 88,50%                               |
| Црногорци                            | Црногорци                            |                                      | 10                                   | 11,49%                               |

| Година пописа     | 1948. | 1953. | 1961. | 1971. | 1981. | 1991. | 2002. |
| ----------------- | ----- | ----- | ----- | ----- | ----- | ----- | ----- |
| Број домаћинстава | 89    | 92    | 84    | 66    | 57    | 45    | 36    |

| Број чланова      | 1  | 2  | 3 | 4 | 5 | 6 | 7 | 8 | 9 | 10 и више | Просек |
| ----------------- | -- | -- | - | - | - | - | - | - | - | --------- | ------ |
| Број домаћинстава | 10 | 14 | 7 | 1 | 1 | 2 | 1 | 0 | 0 | 0         | 2,42   |

| Пол    | Укупно | Неожењен/Неудата | Ожењен/Удата | Удовац/Удовица | Разведен/Разведена | Непознато |
| ------ | ------ | ---------------- | ------------ | -------------- | ------------------ | --------- |
| Мушки  | 40     | 9                | 23           | 3              | 2                  | 3         |
| Женски | 35     | 3                | 22           | 10             | 0                  | 0         |
| УКУПНО | 75     | 12               | 45           | 13             | 2                  | 3         |

| Пол    | Укупно                    | Пољопривреда, лов и шумарство | Рибарство                            | Вађење руде и камена | Прерађивачка индустрија       |
| ------ | ------------------------- | ----------------------------- | ------------------------------------ | -------------------- | ----------------------------- |
| Мушки  | 17                        | 9                             | 0                                    | 0                    | 3                             |
| Женски | 5                         | 5                             | 0                                    | 0                    | 0                             |
| УКУПНО | 22                        | 14                            | 0                                    | 0                    | 3                             |
| Пол    | Производња и снабдевање   | Грађевинарство                | Трговина                             | Хотели и ресторани   | Саобраћај, складиштење и везе |
| Мушки  | 0                         | 0                             | 0                                    | 1                    | 0                             |
| Женски | 0                         | 0                             | 0                                    | 0                    | 0                             |
| УКУПНО | 0                         | 0                             | 0                                    | 1                    | 0                             |
| Пол    | Финансијско посредовање   | Некретнине                    | Државна управа и одбрана             | Образовање           | Здравствени и социјални рад   |
| Мушки  | 0                         | 0                             | 1                                    | 1                    | 0                             |
| Женски | 0                         | 0                             | 0                                    | 0                    | 0                             |
| УКУПНО | 0                         | 0                             | 1                                    | 1                    | 0                             |
| Пол    | Остале услужне активности | Приватна домаћинства          | Екстериторијалне организације и тела | Непознато            | Непознато                     |
| Мушки  | 0                         | 0                             | 0                                    | 2                    | 2                             |
| Женски | 0                         | 0                             | 0                                    | 0                    | 0                             |
| УКУПНО | 0                         | 0                             | 0                                    | 2                    | 2                             |